# 李·特維諾
李·特維諾（英語：Lee Buck Trevino，1939年12月1日—），美國墨西哥裔職業高爾夫球手，被譽為歷史上其中一個最優秀的高爾夫球手，於1981年入選世界高爾夫名人堂。他曾經6度在四大賽中勝出和贏得29次美巡賽賽事。他是4個兩度贏得美國高爾夫公開賽、英國高爾夫球公開賽和PGA錦標賽的球手之一，亦是墨西哥裔美國人的典範，他的高爾夫球友經常稱呼他為「快樂的墨西哥人」（The Merry Mex）或「超級墨西哥人」（Supermex）。

## 伸延閱讀
- Hoobler, Dorothy and Thomas. . New York: Oxford University Press. 1995. ASIN B004HOS1EC.

## 外部連結
- 李·特維諾在PGA巡迴賽的官方網站
- 李·特維諾在日本高爾夫巡迴賽官方網站
- 李·特維諾在歐洲巡迴賽官方網站
- 李·特維諾在男子高爾夫世界排名的官方網站
- Profile at answers.com （页面存档备份，存于）